# Trnovo (okres Martin)
Trnovo je obec na Slovensku v okrese Martin ležící na úpatí Malé Fatry.

## Historie
Počátky Trnova se datují až do 11. století. Název obce je odvozen od porostu, který tu první obyvatelé při svém usazení našli.První písemná zmínka o obci pochází z roku 1256. Vlastníkem obce se stal roku 1266 zámožný šlechtic a oddaný přívrženec Bély IV., Mladik Ruten. Všechny okolnosti nasvědčují tomu, že v tomto období bylo město prosperující vesnicí. V roce 1360 se začínají objevovat písemné zmínky o místním pánech - zemanech z Trnova. Ti se prý zúčastnili sporu necpalských šlechticů a jejich příbuzných z Dulic. Je důležité připomenou Jána Trnovského z Trnova, který byl roku 1517 komorníkem Ludvíka II.. Oba padli v bitvě u Moháče. V 16. století byla hlášená zvýšená výstavba čtyř zemanských kúrií a tak můžeme na začátku tohoto století očekávat v Trnově organizované obecní správy.
Pečeť a znak obce vychází z pečeti z druhé poloviny 19. století, která se našla na dokumentech z roku 1866 a 1867.

## Geografie
Obec se nachází v nadmořské výšce 470 metrů a rozkládá se na ploše 7,7 km². K 31. prosinci roku 2017 žilo v obci 279 obyvatel.

## Významné osobnosti
- Ondrej Čemanka (1672-1759), spolupracovník Mateje Bela.
- JUDr. Ján Tomčáni, právnik a teoretik modernizace slovenského zemědělství.
- Ján Thomka (1898-1984), osvětový pracovník, básník, učitel.